# Яблунівка (Полтавський район)
Яблуні́вка — село в Україні, у Кобеляцькій міській громаді Полтавського району Полтавської області. Населення становить 35 осіб.

## Географія
Село Яблунівка знаходиться на лівому березі річки Кобелячка, вище за течією на відстані 2,5 км розташоване село Колесниківка, нижче за течією на відстані 3 км розташоване місто Кобеляки, на протилежному березі — село Мідянівка.

## Історія
12 червня 2020 року, відповідно до розпорядження Кабінету Міністрів України № 721-р «Про визначення адміністративних центрів та затвердження територій територіальних громад Полтавської області», село увійшло до складу Кобеляцької міської громади.
19 липня 2020 року, в результаті адміністративно - територіальної реформи та ліквідації Кобеляцького району, село увійшло до складу новоутвореного Полтавського району Полтавської області.

## Населення
За переписом населення 2001 року в селі мешкало 36 осіб.

### Мова
Розподіл населення за рідною мовою за даними перепису 2001 року:
| Мова       | Відсоток |
| ---------- | -------- |
| українська | 77,14 %  |
| вірменська | 11,43 %  |
| російська  | 8,57 %   |